# لي بيكر
لي بيكر (بالإنجليزية: Leigh Baker)‏ (20 سبتمبر 1951 بملبورن في أستراليا - ) هو لاعب كريكت أسترالي. لعب مع فريق فكتوريا للكريكت.

## وصلات خارجية
- لي بيكر على موقع إي آس بي آن كريك إنفو (الإنجليزية)